# どですか!
『どですか!』は、メ～テレで毎週月曜日から金曜日の6:00 - 8:00まで、土曜日は6:30 - 7:55まで放送（JST）されていた帯の情報番組である。中京広域圏向けの番組である。2005年4月1日までは6:25からの放送開始だった。2006年3月までは、『特選朝いち どですか!』というタイトルだった。

## 番組概要
長寿番組だった自社番組『コケコッコー』に代わる番組として2002年4月1日にスタート。当初は6:45 - 8:00の番組だった。
大須電機街で有名な「上前津」交差点と名古屋市の副都心格「金山（かなやま）」に挟まれた「東別院」交差点にある名古屋テレビ本社・ガラス張りスタジオの内外を中心に放送される。桜の時期には、同社ビル隣の真宗大谷派名古屋別院（東別院）境内からの中継もおこなわれる。
2003年9月29日より、6:25 - 6:45に姉妹番組『こですか』が放送開始。これは、「ANNニュース」が6:10 - 6:20から5:50 - 6:00に移動したものの、宮地・矢野両司会者の契約が6:45からのままだったことによるものと思われる。しかし、『こですか』は翌2004年4月5日に「どですか!」と統合され、午前6:25からの放送となった。この時点でも宮地と矢野は6:45からの出演。
2005年4月4日より、6:00からの放送となる。月曜から金曜の6時台は同局アナウンサーの佐藤裕二をメインに番組を進行。宮地・矢野は7時台から登場。
2006年4月1日からは、土曜日（後述、6:30 - 7:55）も放送されるようになったほか、サブタイトルであった「特選朝いち」が外され、単に「どですか!」となった。
2010年10月4日からは、メ〜テレに気象情報を提供しているウェザーニューズの協力で、天気コーナーでデータ放送や携帯サイトから投票による空模様実況「東海のみんなでソラをライブ」が実施されている。これに伴い、地上デジタル放送では双方向対応の番組連動データ放送が開始された。
2011年2月24日の番組内で3月末から番組リニューアルを発表し、これまで9年間MCを務めてきた宮地・矢野の両者が3月25日放送分をもって番組を卒業することが佐藤から発表された。2011年3月28日からは番組タイトルを『ドデスカ!』に変更し、佐藤・鈴木しおり両アナウンサーをメインMCとして、より地元に密着した情報番組としてリニューアルされた。
提供読みは平日の7時台のみ「この番組は（スポンサー名）がお送りします（した）」とCMの放映時間が30秒であるが、スポンサー名がすべて読まれる。ただ6:00に拡大してからは途中でスポンサーが交代するため、番組中に画面の下に表示するスーパーのみとなっている。
番組名の由来は、1970年に公開された黒澤明の監督作品、映画「どですかでん」にインスパイアを受け、「どですか」という言葉を生み出し、新しい名古屋の言葉として使ってもらいたいという思いから、番組タイトル名に採用された。

## 出演者
名前横の☆はメ〜テレアナウンサー（当時）を示す。

### メインキャスター
月-金曜日
- 第1部（6時台）: 佐藤裕二☆
- 第2部（7時台）
  - 宮地佑紀生
    - スタート時は、赤いツナギを着て登場していた。そのつなぎには“1時からは『宮地佑紀生の聞いてみや〜ち』”やワークマンなど自身が出演する他局の番組やCMのワッペンが縫い付けられていた。「ラーメンどですか」のコーナーで自らがCMモデルで出演しているスガキヤ本社を訪れた際にはミントグリーンの色にスガキヤのキャラクター「スーちゃん」のアップリケを貼り付けた上、“神野・きよみ命”と刺繍されたツナギを着ていた。2005年4月のリニューアル以降はそれまでのツナギ姿をやめ、普段着で出演している。

  - 矢野きよ実
    - 生中継を担当する時もある（以前は「丸中」中継をほぼ毎週担当していたが、2005年春のリニューアル後は年に数度のみしか中継に担当していない）。この番組の題字を書いた。10年以上内縁状態にあったJAYWALKの中村耕一の覚せい剤取締法違反による逮捕を受け、2010年3月11日以降しばらく番組出演を自粛したが、中村の判決を受けて同年5月19日より復帰している。

土曜日
- 村瀬寛美

### コメンテーター
- 月曜 : 板東英二 - 元中日ドラゴンズ投手。
- 火曜 : 若山滋 - 名古屋工業大学大学院教授。
- 水曜 : 六郷孝也 - 朝日新聞名古屋本社編集委員。新聞解説。土曜日にも不定期出演。
- 木曜 : 内田俊宏 - 三菱UFJリサーチ&コンサルティングエコノミスト。
- 金曜 : 内田忠男 - 国際ジャーナリスト。
- 土曜：白石克孝 - 龍谷大学法学部教授。

### メ〜テレNEWS
- 佐藤倫子☆
- 大嶽まどか☆
- 神取恭子☆
- 松井秀☆
- 堂野浩久☆
- 村中智絵☆
- 加藤歩☆

他

### その他
平日
- 齋藤寿幸☆ - 芸能情報担当
- 梨元麻里奈 - 芸能情報（隔週木）担当
- 中島了兵 - 芸能情報（隔週木）担当※テレビ朝日『スーパーモーニング』の芸能チーフ
- 松本佳子 - 芸能情報（水・金エンタメEXPRESS担当）
- 鈴木しおり☆ - 天気予報・交通情報等担当
- 竹田基起☆ - スポーツ担当
- 神取恭子☆ - 丸中食品センター中継（木）を担当

土曜日
- 倉橋友和☆ - スポーツ担当
- 神取恭子☆ - 芸能情報担当
- 塩尻奈都子☆ - 天気予報担当
- 川崎郁美 - ナゴヤまるわかり一週間＆特集リポーター担当。
- 久保順子 - ナゴヤまるわかり一週間＆特集リポーター担当。

など。

（おおむね月に1回ずつの出演。）

### 過去の出演者
- 星恭博 - 第一部メインキャスター。
- 山田泰三 - メ〜テレNEWS担当。
- 鷲野圭子 - 天気予報、芸能情報担当。
- 清水由美 - 天気予報、こですかメインキャスター。
- 金森将也 - 弁護士。火曜コメンテーター。
- 深津麻弓 -「生き生きまいらいふ」を担当していたが、2007年10月より夕方の「UP!」を担当するため2007年9月で担当終了。
- 高山香織 - スポーツ情報、メ〜テレNEWS担当。
- 植木奈緒子 - 気象予報士。
- 呉智英 - 評論家。土曜日コメンテーター。2007年12月まで約2年間出演。
- 笹竹秀穂 - 中京女子大学教授。月曜コメンテーター。
- 高橋みつる - 芸能情報担当。
- 小出涼子 - スポーツ、天気予報、芸能情報担当。
- 桑原麻美 - メ〜テレNEWS担当。
- 川崎郁美 - ナゴヤまるわかり一週間 リポーター担当。
- 久保順子 - ナゴヤまるわかり一週間 リポーター担当。
- 虫鹿里佳 - 気象予報士。
- 梨元勝 -「名古屋限定マル秘トーク」を担当していた。

## 放送時間
| 期間       | 期間       | 放送時間（日本時間） | 放送時間（日本時間） |
| 期間       | 期間       | 平日                 | 土曜                 |
| ---------- | ---------- | -------------------- | -------------------- |
| 2002.04.01 | 2004.04.02 | 6:45 - 8:00（075分） | （放送なし）         |
| 2004.04.05 | 2005.04.01 | 6:25 - 8:00（095分） | （放送なし）         |
| 2005.04.04 | 2006.03.31 | 6:00 - 8:00（120分） | （放送なし）         |
| 2006.04.01 | 2011.03.26 | 6:00 - 8:00（120分） | 6:30 - 8:00（090分） |

### 放送に関する備考
- 開始当初の放送時間は、前番組の『コケコッコー』（6:20-8:00）よりも25分縮小されている。
- 2003年9月29日から2004年4月2日の間の6:25 - 6:45は姉妹番組の『こですか』が放送された。
- 毎年6月第3週（2007年は6月15日-19日）は、アメリカのゴルフ男子4大メジャーの第2戦目の「全米オープンゴルフ」中継を、毎年6月第4週（2006年を含め近年は7月第1週）は世界のゴルフ女子4大メジャーの第3戦目の「全米女子オープン中継を其々中継する関係で日本時間で金曜（初日）・土曜（2日目）・月曜（最終日）の放送分は休止していた。2008年と2010年の「全米オープンゴルフ」中継第4日目は、7:00からの中継のため放送を休止する（代替で『やじうまプラス』を7:00までネットする）。この他、年末年始は特番や再放送の編成を組むため放送を休止していたが、『やじうまプラス』→『やじうまテレビ!』の放送がある場合はそちらを臨時フルネットとしていた。
- 2010年2月は「バンクーバーオリンピック」中継のため、15日は番組は休止。18日は7:10からの放送（競技の進行状況により放送時間が短縮になることもある）。また、同オリンピック開催中は、テレビ朝日制作の「バンクーバーオリンピック情報」放送のため、全日7:50にて放送終了。

## コーナー・タイムテーブル
平日は第1部と第2部の分け方で、メ〜テレ公式サイトの番組表やワンセグ放送・スポンサーは、6:45を境としているが、視聴者は宮地・矢野が登場する7:00を境と解釈していることが多い。
タイムテーブルは流れというだけで、時刻は毎日異なる。ここでは、平均的な時刻を掲載している。

### 平日

#### 第1部 (6:00–6:56)
- 5:59　どですか星占い（時刻テロップがカスタム表示ではないため実質CM扱い）
- 6:00　オープニング
名古屋・伏見の情報カメラからの映像に「どですか!」のタイトルロゴ。佐藤・鈴木が登場。
- 6:03　朝刊603
- 6:13　エンタメどですか!（斎藤はここから登場）
- 6:23　プレゼント
- 6:24　メ〜テレNEWS
後半にもこの地方のニュース。
- 6:29　ニュースこれ知り!
- 6:36　エンタメどですか!（内容は6:13のものとほぼ同じ）
水曜日のみ6:40頃に、朝日新聞（名古屋本社版）との共同で『SKE48の社会科見学』を放送（2010年8月18日から）。
- 6:43　きょうコレ見ナイト
- 6:45　どでスポ645
内容は中京ローカルという性質上中日ドラゴンズがメイン。
- 6:55　ぬいぐるみのラパン
- 6:55　どですか星占い

#### 第2部 (6:56–8:00)
- 6:56　第2部オープニング（「どですかー」のBGMとともに、宮地が登場）
- 6:57　メ〜テレNEWS（内容は6:24のものと殆ど同じ。）
- 7:03　ニュースこれ知り!（宮地とその日のコメンテーターが話をしたりする。）
- 7:13　天気・交通情報
- 7:15　エンタメどですか!（第1部）
不定期であるが芸能リポーター（みといせい子ら）と電話でつないで、さらに深く迫るときがある。
水曜日のみ7:20頃に、『SKE48の社会科見学』を放送（内容は6:40頃の放送と同じ）。
- 7:22　ぬいぐるみのラパン
- 7:22　エンタメどですか!（第2部）
- 7:33　きょうコレ見ナイト
- 7:36　天気・交通予報
- 7:37　○曜発見伝
- 7:47　ゆきおとしおりの縁側天気
- 7:49　メ〜テレNEWS
- 7:54　シメの紙面
- 7:58　わたしのなまえ
- 7:59　今日のお言葉
宮地が、その日扱った話題を使って駄洒落や替え歌などをフリップボードに書いて発表する。なぜか木曜だけコメンテーターの内田も便乗。
- 7:59　スポンサー読み、エンディング

### 土曜日
- 6:30　オープニング
前枠で放送の『テレメンタリー』からステブレレスで開始。名古屋・伏見の情報カメラからの映像に「どですか!」のタイトルロゴ。村瀬・神取・倉橋が登場。
- 6:32　天気情報・交通情報
- 6:33　芸能どですか!
- 6:40　メ〜テレNEWS
前半に5:50に放送された『ANNニュース』と同じものを放送（VTRの声もそのまま）、後半にこの地方のニュース。
- 6:48　朝刊どですか!
- 6:50　どでスポ!
内容は中日ドラゴンズがメイン。6:40のニュースと同じく5:50に放送されたANNニュースで放送された映像が使用されることがある。土曜日では、スポーツコーナーに野球解説者の今中慎二が登場する。
- 7:05　ニュースまるわかり一週間
一週間のニュースをまとめてVTRで放送する。
- 7:15　エンタメまるかじり
一週間の芸能をキーワードで紹介していく。
- 7:25　サタデー特派員
土曜日の放送ということもあり、休日に行ってほしいお薦めスポットやランチなどを紹介する。
- 7:32　特集枠
- 7:40　ナゴヤまるわかり一週間
平日放送の中から、特におすすめの所をまとめて放送する。平日に紹介された全店が紹介されるわけではない。
- 7:45　メ〜テレNEWS（内容は6:40のものと殆ど同じ。）
- 7:50　天気情報・交通情報
- きょうの一枚という視聴者参加コーナーがある。
- 7:52　スポンサー読み、エンディング

### 補足情報
- ニュースが数回放送される。ニュースはシフト勤務だがアナウンサーはほぼ決まった人が務める。また東海地方のニュースが多いパターンと、全国ニュース（ニュースVTRをテレビ朝日アナウンサーが原稿を読んだもの。）が多いパターンがある。
- 「どですか!チョイス」や「どですか!特派員」では、前日放送の『スーパーJチャンネル』や『UP!』で放送されたものが放送されることがある。

UP!の場合、右上に表示されているテロップ以外は、殆どUP!のままになっていたが、最近は『UP!』側が『どですか!』を意識したテロップ制作をしている。『スーパーJチャンネル』のものは、映像・テロップに内容は同じだが、テロップそのものは『どですか!』側が制作している。これは、画面左下にワイプ（出演者の顔を流すもの）が来ることを考慮するため。
- 土曜日は天気予報は気象予報士が担当していた。2010年4月からは、塩尻が担当。また、2009年4月から平日でも天気予報がCM明けによくあり、見忘れても再度チェックすることができる。
- 「朝刊どですか!」は、平日はメ〜テレニュース前だが、土曜はメ〜テレニュースの後に放送される。
- スポーツコーナーで使用されるVTRは半分程度、当日の「やじうまプラス」の“スポーツプラス”で放送されたもの。そのVTRは、画面下側に「dodesupo」と書かれた水色のパネルを表示している。これはVTRを素材としてテレ朝から提供を受けているわけではないため、やじプラで画面下側に表示されているニューステロップを隠す目的がある。しかし、事情を知らない一般の視聴者は、わざわざ画面を少し邪魔にするこの手法に不思議がる。
- 平日は「やじうまプラス」の1度目のCM枠（5時頃）で15秒の宣伝スポットが流れるほか、土曜日は「テレメンタリー」の最終CM枠で5秒の宣伝スポットが流れる。宣伝スポットは出演者の違いなどから、平日版・土曜版の2バージョン制作されている。

### 過去に存在したコーナー
- 丸中食品センター中継
  - 「丸中食品センター」とは、愛知県名古屋市中村区名駅四丁目にある名古屋柳橋中央市場のこと。ここでは毎週(のちに月1回)、旬の生鮮食品を一品取り上げ、その品物を使った料理などを紹介していた。この中継は、前身番組である『おはよう名古屋テレビです』『コケコッコー』から木曜日で続いていたが、2011年3月をもって23年の歴史に幕を閉じた。
- ラーメンどですか
  - 愛知県をはじめ、全国のラーメンを紹介するコーナー。このコーナーから「どですかラーメン」が誕生。スガキヤラーメンでしょうゆとんこつ味と塩味のラーメンが発売され、さらに東海地方のサークルKでどですかラーメンのカップ麺が発売された。
- どですか!弁当
  - 宮地と矢野の、地元店なじみの味を弁当化しようというもの。宮地はハンバーグ、矢野は味噌カツで弁当名は「デ・宮地バーグ」「矢野きよミソカツ」だった。東海地方のサークルKサンクスで発売された。宮地の「お言葉」と矢野の習字が書かれたカードが8種類あり、そのうちの1種類が弁当についてきた。価格は1個590円(税込)。
- 名古屋限定マル秘トーク
  - 梨元勝が出演し、番組だけにこっそり教える芸能裏情報のコーナー。平日7:15からの「エンタメどですか!」で木曜日に放送されていた。

## メ〜テレでの「やじうま」のネットについて
- メ〜テレでは2023年12月現在『やじうまテレビ!』の後継の『グッド!モーニング』を4:55 - 5:59にてネットしているが、その前身の『やじうまワイド』を1996年10月にネット開始するまで「やじうま」とは全く無縁だった。その後はネット受け時間の変更を繰り返してきたが、2005年4月には当番組が6:00開始となる事に伴い『やじうまプラス』のネット自体を打ち切っていた。なお、2006年4月3日からネットを再開、4:25の番組冒頭から5:59までネット受けしていた[4]。ただし、1996年9月以前に『やじうまワイド』の前の時間に放送されていた『CNNデイブレイク』や『やじうま6』などはネットしていた。
- もっとも「どですか」が6:00開始までに拡大できた理由としては、全国ネットの情報を得る番組を変えたことがあげられる。朝の「ANNニュース（旧：ANNニュースフレッシュ）」が1996年10月から「やじうま」の中に組み込まれ、後に「ANNニュース」が『朝いち!!やじうま』（4:55 - 6:00、メ〜テレでは2003年4月にネットを開始）のエンディング直前（5:50 - 5:57）に変更されてからは、『やじうまプラス』の放送時間が25分と縮小。その後、全国ネットからの情報は「朝いち!!やじうま」にてカバーが出来るため、その分当番組を6:00開始までに拡大し、前述どおり『やじうまプラス』のネット自体を打ち切っていた。

### これまでの「やじうま」放送時間
| 期間       | 期間       | タイトル          | 放送時間（日本時間）  | 備考                                                                   |
| ---------- | ---------- | ----------------- | --------------------- | ---------------------------------------------------------------------- |
| 1996.10    | 1997.03    | やじうまワイド    | 05:55 - 06:45（50分） |                                                                        |
| 1997.04    | 1998.03    | やじうまワイド    | 05:54 - 06:45（51分） |                                                                        |
| 1998.04    | 2001.03    | やじうまワイド    | 05:50 - 06:45（55分） |                                                                        |
| 2001.04    | 2002.03    | やじうまワイド    | 05:50 - 06:20（30分） |                                                                        |
| 2002.04    | 2002.06    | やじうまワイド    | 05:50 - 06:45（55分） |                                                                        |
| 2002.07    | 2003.09    | やじうまプラス    | 05:50 - 06:45（55分） |                                                                        |
| 2003.10    | 2005.03    | やじうまプラス    | 06:00 - 06:25（25分） | 「ANNニュース」分離に伴う短縮                                          |
| 2005.04    | 2006.03    | やじうまプラス    | （非ネット）          | 4:55 - 6:00に「朝いち!!やじうま」をネット                              |
| 2006.04    | 2009.03    | やじうまプラス    | 04:25 - 05:59（94分） |                                                                        |
| 2009.04    | 2009.09    | やじうまプラス    | 04:55 - 05:59（64分） |                                                                        |
| 2009.10    | 2010.10.01 | やじうまプラス    | 05:25 - 05:59（34分） |                                                                        |
| 2010.10.04 | 2013.09.27 | やじうまテレビ!   | 04:55 - 05:59（64分） | メ～テレ側の番組は2011年3月下旬にカタカナの『ドデスカ!』となっている。 |
| 2013.09.30 | 現在       | グッド!モーニング | 04:55 - 05:59（64分） |                                                                        |

## 備考
- 2006年4月3日から2007年3月30日まで、テレビ朝日での『スーパーモーニング』の開始時間が7:30に繰り上がるが、朝日放送の『おはよう朝日です』と九州朝日放送の『アサデス。KBC』同様、放送時間は変更されず、『スーパーモーニング』には8:00飛び乗りとなっていた。『やじうまプラス』（4:25 - 6:00）、『どですか!』（6:00 - 8:00）、『スーパーモーニング』（8:00 - 9:55）を含めるとテレビ朝日での『やじうまプラス』（4:25 - 7:30）と『スーパーモーニング』（7:30 - 9:55）と同じく4 - 9時台までの5時間30分連続で情報生番組枠となっていた（現在は4:55 - 9:55の5時間）。
  - テレビ朝日では、『やじうまプラス』、『スーパーモーニング』と併せて5時間30分となり、番組宣伝にて「朝から5時間半ぶちぬきニュースショー」と謳っていたが、メ〜テレに関しては自然の流れで5時間半連続の情報生番組枠となった為「5時間半ぶちぬきニュースショー」などのキャッチコピーは全く謳っていない。
- 年末年始やゴルフ中継等の特別編成にて当番組が休止される場合、6・7時台に『やじうまプラス』を放送する場合があった。ちなみに、大晦日に放送される「やじプラ“号外版”」は2005年度・2006年度に放送されなかったが、2007年度・2008年度は放送されている。
- テレビ朝日の『やじうまプラス土曜版』（長野・新潟・山口にもネット）と朝日放送の『おはよう朝日です』（タイトルは「おはよう朝日土曜日です」）とは違い、長年メ〜テレでは土曜日の朝にローカル番組を編成しなかったが（他の在名局でも同じである）、『ズームイン!!サタデー』や『めざましどようび』、『みのもんたのサタデーずばッと』などの全国ネットの番組が進出してからは、メ〜テレでも2006年4月1日から本番組を6:30 - 7:55にて土曜日も放送するようになった。
- テーマ曲はハーさんこと河原龍夫がボーカルの女性と一緒に歌っている。
- 数年前までは、長期休業中（夏休みや冬休みなど）に視聴者を対象とした参加企画を実施していた。大抵は人数が多く集まったため、スタジオ外のメ～テレ敷地内の空き地で行われることが多かった。
- 番組内の『メ〜テレNEWS』では画面右上の項目テロップを当番組のものではなく、『メ〜テレNEWS』（ANNニュース）用を使用しており、これまで「ANNニュース」用の青を基調としたテロップが使用されていた。しかし2009年春より、番組内で録画放送を行っている「ANNニュース（朝）」が「やじうまプラス」の項目テロップを使用するようになり、東海地方のローカルニュースにおいても「やじプラ」の項目テロップを使用している。なお、見出しのテロップはメニュー状のオリジナルデザインとなっており、「やじプラ」のものは使用していない。